# Хорват, Тамаш
Тамаш Хорват (венг. Horváth Tamás; род. 23 октября 1951, Залаэгерсег) — венгерский шахматист, международный мастер (1978), тренер ФИДЕ (2005).
Многократный участник чемпионатов Венгрии. В 1980 завоевал серебряную медаль; в 1982 участвовал в дележе 1-2 места с А. Шнейдером, но уступил последнему по коэффициенту Бергера, заняв в итоге 2-е место.
В составе сборной Венгрии бронзовый призёр 8-го командного чемпионата Европы (1983).

## Изменения рейтинга
| Графики недоступны из-за технических проблем. См. информацию на Фабрикаторе и на mediawiki.org. |